# 2102 Tantalus
2102 Tantalus eller 1975 YA är en asteroid upptäckt 27 december 1975 av den amerikanska astronomen Charles T. Kowal vid Palomarobservatoriet. Asteroiden har fått sitt namn efter Tantalos inom grekisk mytologi.
Tantalus omloppsbana ligger 6,5 miljoner kilometer från jordens som närmast. Så nära kommer asteroiden inte särskilt ofta. År 2038 kommer asteroiden att befinna sig 6,6 miljoner kilometer bort.
Det finns en viss sannolikhet för att asteroiden kommer att kollidera med Mars, men den är mindre än för jorden.